# 普莱耶尔十字路站
普莱耶尔十字路站（法語：Carrefour Pleyel）是巴黎地鐵的一個車站，位於巴黎北郊的聖但尼，得名于以法籍奥地利作曲家伊格纳茨·普莱耶尔命名的普莱耶尔十字路。普莱耶尔十字路站是巴黎地鐵13號線的車站，開通於1952年6月30日，是巴黎地鐵13號線延伸工程的一部分，也曾是13號線在北側的起點站。

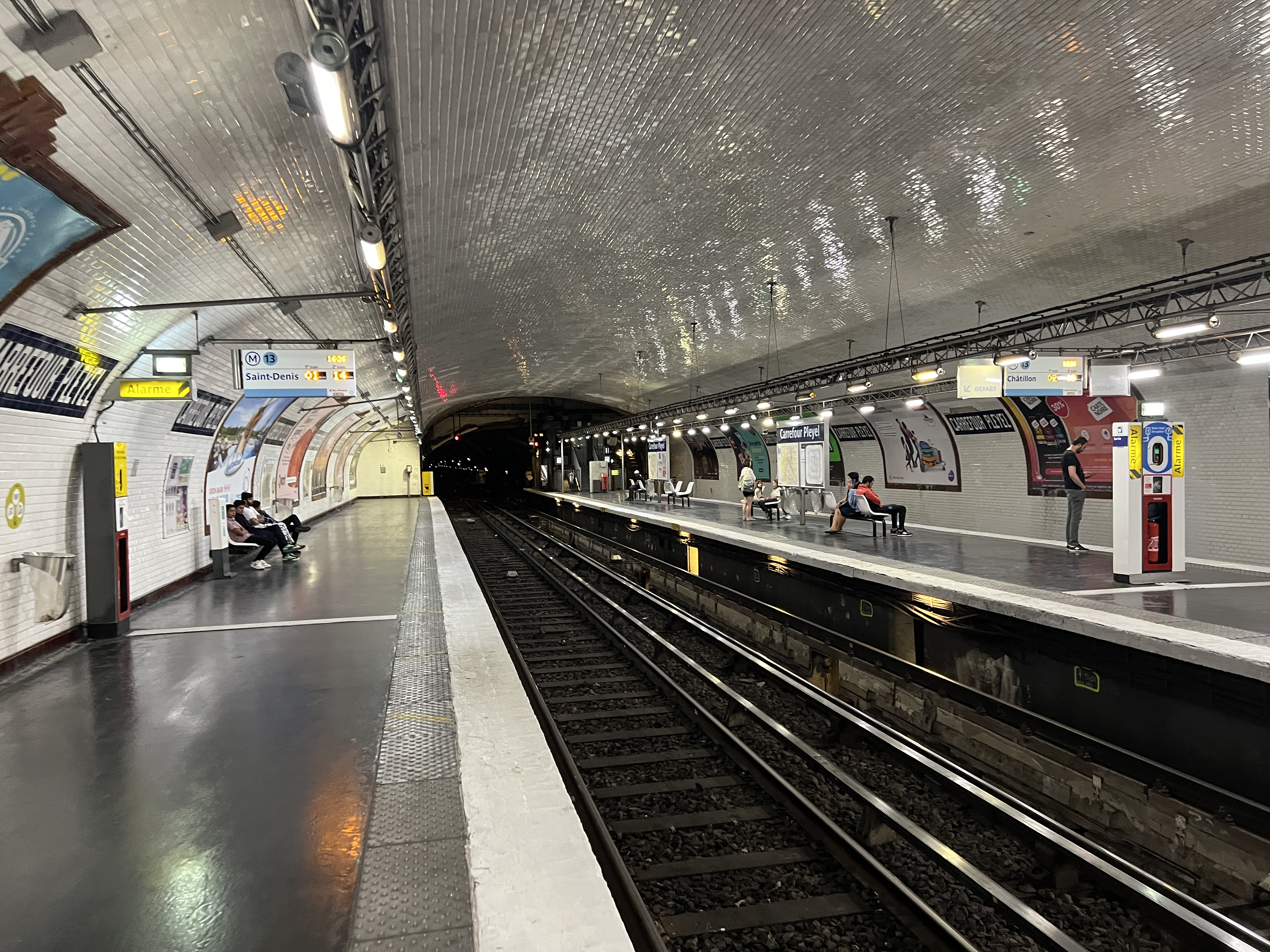
月台（2022年7月）

## 車站結構
| G  | 地面層             | 出入口                        |
| B1 | 夾層               | 閘機、月台連接層              |
| B2 | 側式月台，右側開門 | 側式月台，右側開門            |
| B2 | 北行               | 往聖但尼大學（聖但尼-巴黎門） |
| B2 | 中央軌道           | 無定期服務                    |
| B2 | 島式月台，左側開門 |                               |
| B2 | 南行               | 往沙蒂永-蒙魯日（圣旺市政厅） |